# 虹山乡
虹山乡，是中华人民共和国福建省泉州市洛江区下辖的一个乡镇级行政单位。

## 行政区划
虹山乡下辖以下地区：
白凤村、苏山村、虹山村、松角山村和前坂村。